# Estació de Sabadell Centre
Sabadell Centre és una estació de ferrocarril propietat d'Adif situada a l'est de la població de Sabadell, a la comarca del Vallès Occidental. L'estació es troba a la línia Barcelona-Manresa-Lleida, i hi tenen parada trens de la línia R4 de Rodalies de Catalunya, operat per Renfe Operadora.
L'actual estació subterrània es va inaugurar el 1973, amb el soterrament de la línia a Sabadell. Disposa de dos nivells, sent el primer un vestíbul que té dos accessos, un a cada costat de la Gran Via. El nivell inferior està format per dues vies generals i dues andanes laterals de 250 metres de longitud, si bé només s'usa un tram elevat de 160 metres, ja que s'hi preveia l'estacionament de trens de llarg recorregut.

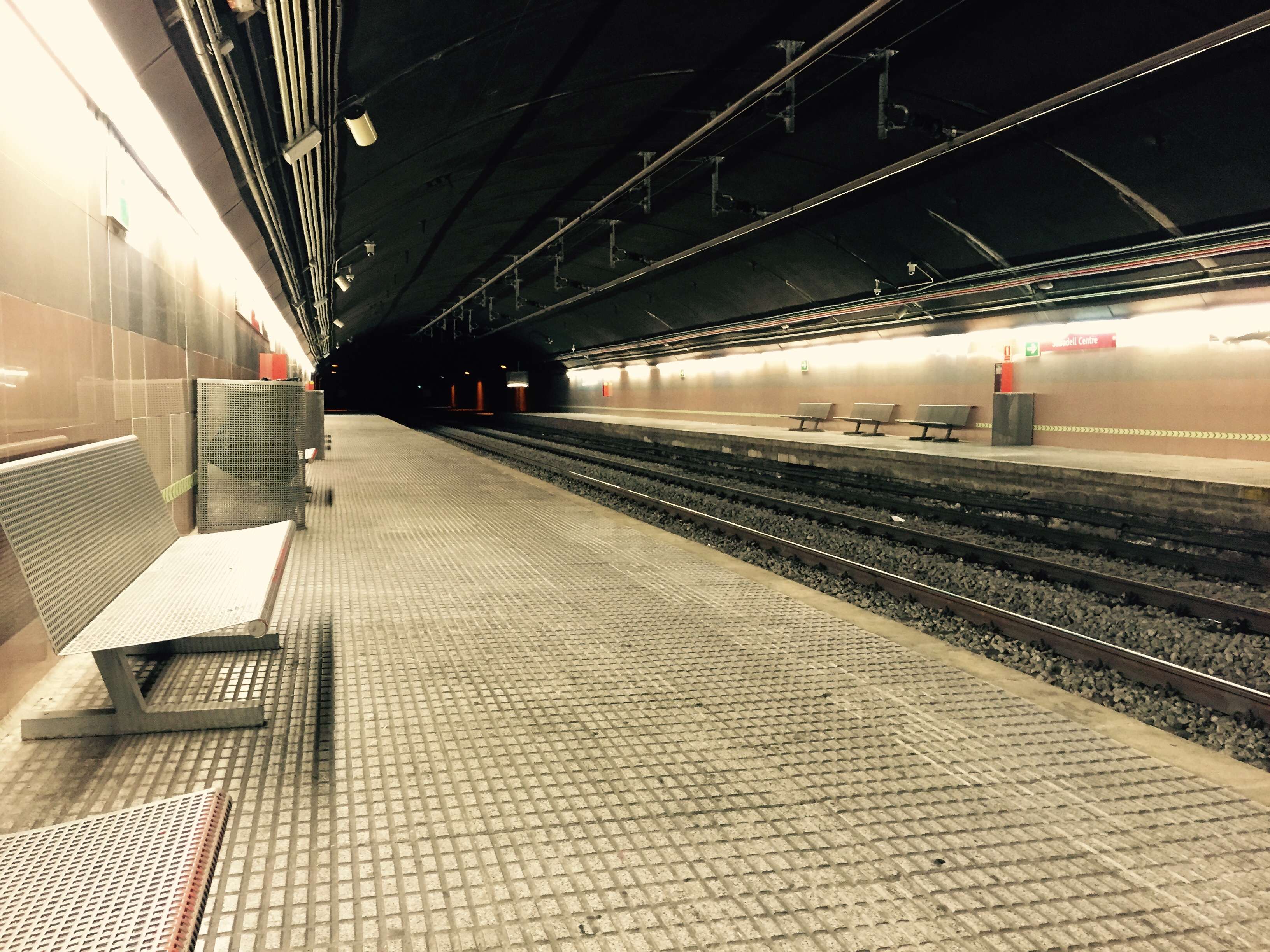
Estació actual

Entre el 24 de juliol de 2017 i el 19 de març de 2018 l'estació va estar tancada a causa d'unes obres de remodelació total, que van permetre adaptar les instal·lacions a persones amb mobilitat reduïda, i que van comportar la instal·lació d'ascensors, la millora dels accessos a l'estació i la reforma del vestíbul, així com la millora de les andanes. Durant aquest període d'afectació, Renfe va habilitar un servei alternatiu amb autobusos a les altres estacions de la ciutat. Durant la inauguració de la reformada estació, es va produir una protesta dels CDR locals per la presència del delegat del govern espanyol a Catalunya, Enric Millo, a l'acte.
L'any 2016 va registrar l'entrada de 1.614.000 passatgers.

## Antiga estació
L'antiga estació de la línia de Manresa va entrar en funcionament l'any 1855, quan va entrar en servei el tram construït per la Companyia del Ferrocarril de Saragossa a Barcelona entre Estació de Montcada i Reixac - Manresa i Sabadell Nord.

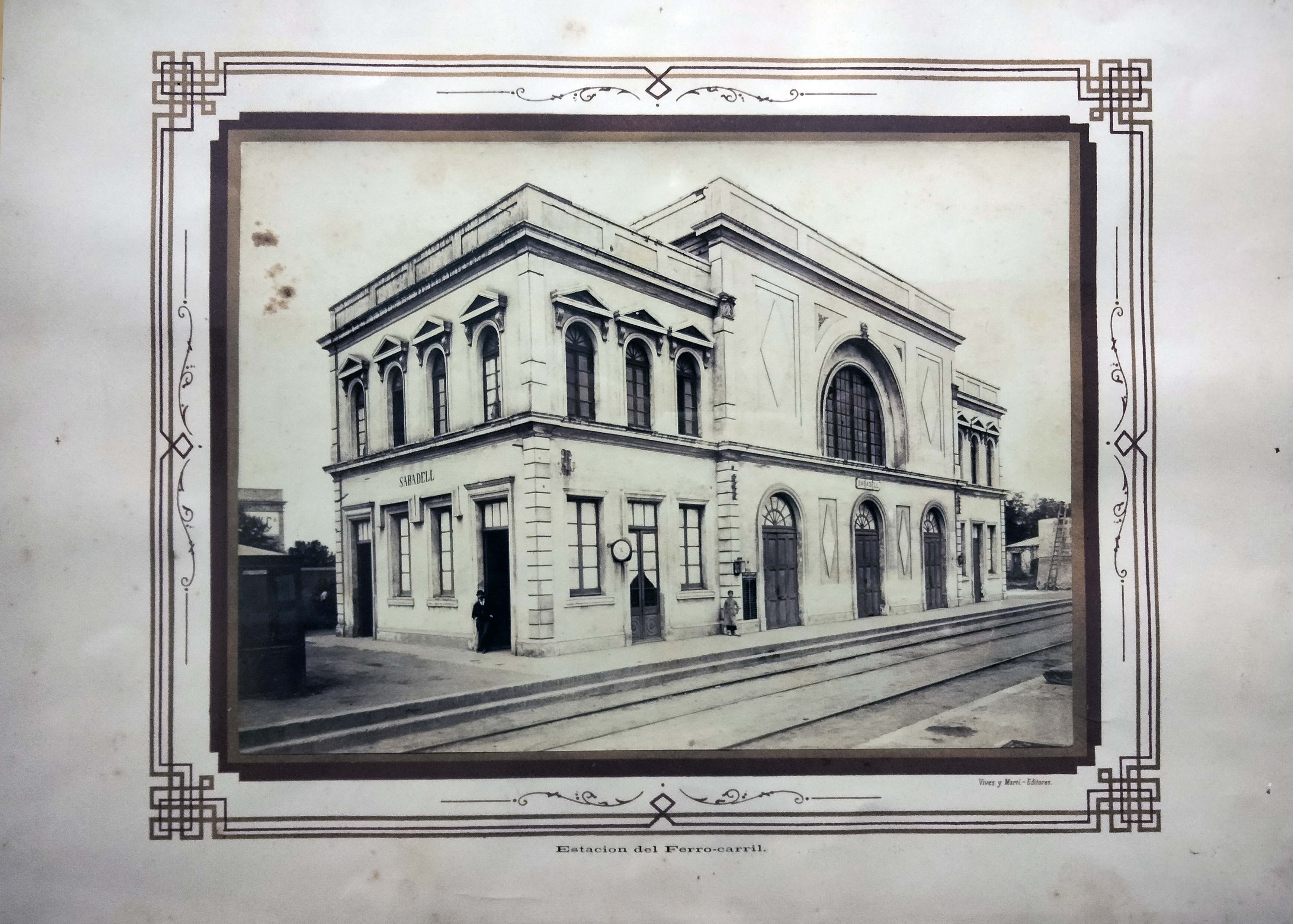
La primera estació de Sabadell (1855-1889) al Panorama fotogràfic de Sabadell (1881)

L'edifici de l'antiga estació data de 1889, i està ubicat a la plaça d'Antoni Llonch, al final de la zona suburbana dels carrers de les Tres Creus - la Salut. Disposa de planta baixa i primer pis, a la seva part central, i d'una petita construcció exempta que allotjava els serveis públics. Les façanes són de composició simètrica, estucades i amb les obertures emmarcades amb pedra.
La manca d'ús a què es condemna l'edifici des del soterrament de la via del ferrocarril va conduir a la seva degradació. Al desembre de 1982 es va aprovar una proposta per a convertir l'estació en una terminal d'autobusos. El 1991 es va restaurar per a dita funció. Part de l'edifici està cedit a Vallès Fer, una associació creada el 1972 –pertanyent a la Federació Catalana d'Amics del Ferrocarril (FCAF)–, que té per objectiu posar a disposició del centenar de socis grans maquetes a diferents escales que permeten fer-hi córrer trens reals en miniatura.

## Serveis ferroviaris
| Procedència/Destinació                                  | <            | Línia         | >             | Procedència/Destinació |
| ------------------------------------------------------- | ------------ | ------------- | ------------- | ---------------------- |
| Rodalia de Barcelona                                    |              |               |               |                        |
| Sant Vicenç de Calders Vilafranca del Penedès Martorell | Sabadell Sud |               | Sabadell Nord | Terrassa Manresa       |
| Projectat                                               |              |               |               |                        |
| Mataró                                                  | Sabadell Sud | Línia Orbital | Sabadell Nord | Vilanova i la Geltrú   |